# Ка дел Боско (Павија)
Ка дел Боско је насеље у Италији у округу Павија, региону Ломбардија.
Према процени из 2011. у насељу је живело 28 становника. Насеље се налази на надморској висини од 706 м.